# Billel Dziri
Billel Dziri (Algeri, 21 gennaio 1972) è un allenatore di calcio ed ex calciatore algerino, di ruolo centrocampista.

## Carriera

### Club
Ha giocato in Algeria con la maglia dell'Hussein Dey e con quella dell'USM Alger, club con il quale ha vinto 4 campionati e 5 coppe nazionali. Nel mezzo tripla parentesi estera: tra il 1997 e il 1999 ha giocato in Tunisia con l'Ètoile du Sahel, riuscendo a vincere una supercoppa africana. In seguito si è trasferito in Francia, nel Sedan, con il quale ha preso parte alla Ligue 1. Senza scendere mai in campo ha conquistato un campionato e una coppa nazionale qatariota, nel 2007, durante la sua militanza all'Al-Sadd. Ritornato in terra natale, si è ritirato dal calcio giocato nel 2010.

### Nazionale
Ha esordito con la maglia della Nazionale algerina nel 1992. Ha preso parte a ben 4 edizioni della Coppa d'Africa.  Ha concluso la sua avventura con la maglia della Nazionale nel 2005.

## Palmarès

### Giocatore

#### Club
- Campionato algerino: 4

USM Alger: 1995-96, 2001-02, 2002-03, 2003-05
- Coppa di Algeria: 5

USM Alger: 1996-97, 1998-99, 2000-01, 2002-03, 2003-04
- Supercoppa africana: 1

Étoile du Sahel: 1998
- Campionato qatariota: 1

Al-Sadd: 2006-07
- Qatar Crown Prince Cup: 1

Al-Sadd: 2006-07